# Treffpunkt Aimée
Treffpunkt Aimée ist ein deutscher Kriminalfilm der DEFA von Horst Reinecke aus dem Jahr 1956.

## Handlung
Groß-Berlin in den 1950er-Jahren: Seit vier Monaten beschäftigen die Ostberliner Kriminalpolizei Fälle von PVC-Schmuggel über die offene Sektorengrenze in den Westen. Nachprüfungen in der DDR-Produktion ergeben jedoch keine Unregelmäßigkeiten. Hinter dem Schmuggel steckt eine gut organisierte Schieberbande, deren Kopf die den meisten Schmugglern unbekannte „Wespe“ ist. Ihr Treffpunkt ist der „Treff Aimée“ im Westsektor. Die Bande produziert das PVC-Pulver aus PVC-Abfällen und schleust das dann weiße Pulver als Gips getarnt in den Westen.
Ursula Schubert, Sachbearbeiterin aus der Hauptverwaltung Chemie und Tochter des Kriminalrats Schubert, entdeckt, dass in ihrem Betrieb offenbar mehr Gips exportiert als hergestellt wird. Sie wendet sich an ihren Verlobten Dr. Rolf Markus, der als Chemiker im Außenhandelsministerium tätig ist. Er erklärt ihr, dass es Zusatzlieferungen von Gips aus dem Ausland gegeben habe, der Brief mit dieser Anweisung jedoch aus Versehen nicht an die Betriebe gegangen ist. Unterdessen forscht Kriminalrat Schubert mit seinem Kollegen Wendt, der Ursula liebt, weiter nach dem Kopf der PVC-Schmuggler-Bande und der Herkunft des PVC-Pulvers. Bei seinen Recherchen stößt er auf die Firma Münz & Co., die regelmäßig Gips in den Westsektor bringt. Er selbst hatte eine Ladung kontrolliert und für legal gehalten. Was er nicht wusste, durch weitere Forschungen jedoch nun ahnt, ist, dass statt Gips PVC-Pulver geschmuggelt wurde. Er stattet der Firma einen überraschenden Besuch ab, sieht den Leiter Münz extrem nervös vor sich und kann unbemerkt eine Rechnung an sich nehmen, die den Transport von Abfällen an die Firma Münz & Co. beweist. Im Hof wiederum findet er PVC-Abfälle. Schmugglerin Erika aus dem Westsektor, die sich als Münz’ Sekretärin ausgegeben hat, glaubt, dass der Schwindel nun auffliegen muss. Sie lockt Schubert in eine Falle – bei einem organisierten Verkehrsunfall wird der Kriminalrat so schwer verletzt, dass er in Lebensgefahr schwebt.
Nachdem der erste Zeuge mundtot gemacht wurde, versucht die Bande nun, Mitwisserin Ursula auszuschalten. Erika gibt sich ihr gegenüber als Kriminalbeamtin aus und lässt sie wissen, dass der Täter im Treff Aimée zu finden ist. Ursula begibt sich heimlich in den Westsektor, um den Täter im Café ausfindig zu machen. Unterdessen hat Dr. Markus, der in Wirklichkeit die „Wespe“ ist, mit der Demontage Ursulas begonnen. Er zeigt sie bei der Polizei an, habe sie doch nicht nur ihn, sondern auch Kommissar Wendt in ihrem Charakter getäuscht. Ursula wiederum sieht nicht nur Dr. Markus im Treff Aimée, sondern erkennt auch, dass sie von den Schmugglern gefangen gehalten werden soll, sodass ihr Fernbleiben wie eine Flucht aus der DDR erscheint. Ihr gelingt der Weg zurück in den Ostsektor. Als Dr. Markus zurück im Osten erneut bei der Polizei erscheint, um Ursula nun als Republikflüchtling endgültig zu demontieren, erscheint Ursula, die ihn längst als „Wespe“ enttarnt hat. Dr. Markus wird festgenommen. Da die Schmugglerbande nun kurz vor der Entdeckung steht, werden sämtliche PVC-Pulver-Bestände auf acht Lastwagen verteilt. Sie sollen gemeinsam die Sektorengrenze durchbrechen. Der Polizei gelingt es jedoch durch Barrikaden, die Lastwagen zu stoppen und die Fahrer und Mitbeteiligten zu verhaften.
Ursula besucht ihren Vater im Krankenhaus, dem es wieder besser geht. Kommissar Wendt verabschiedet sich, und Ursula verspricht, ihm zu schreiben.

## Produktion
Treffpunkt Aimée wurde in Berlin gedreht. Der Film erlebte am 5. Oktober 1956 im Berliner Kino Babylon und im DEFA-Filmtheater Kastanienallee seine Uraufführung.
Dem Drehbuch liegt ein wahrer Fall zugrunde. Regisseur Horst Reinecke hatte zuvor bei drei Filmen als Dramaturg gearbeitet. Nach seinem Regiedebüt mit Treffpunkt Aimée drehte er nur noch den Film Reifender Sommer, der 1959 erschien, und war anschließend in der Verwaltung der DEFA tätig.

## Kritik
Die zeitgenössische Kritik lobte den Film, weil in ihm „Menschen von Fleisch und Blut gezeigt werden, Menschen, denen wir heute oder morgen in unserem täglichen Leben begegnen können.“ Der Zuschauer verfolge „interessiert, ja gespannt […] die Entwirrung der Fäden, die der Autor Gerhard Neumann geschickt geknüpft hat.“
Für den film-dienst war Treffpunkt Aimée „ein spannender, wenn auch mit kleinen inszenatorischen Schönheitsfehlern behafteter Film, um Wirklichkeitsnähe bemüht, ohne tendenziös zu verzeichnen“.